# Carrie P. Meek

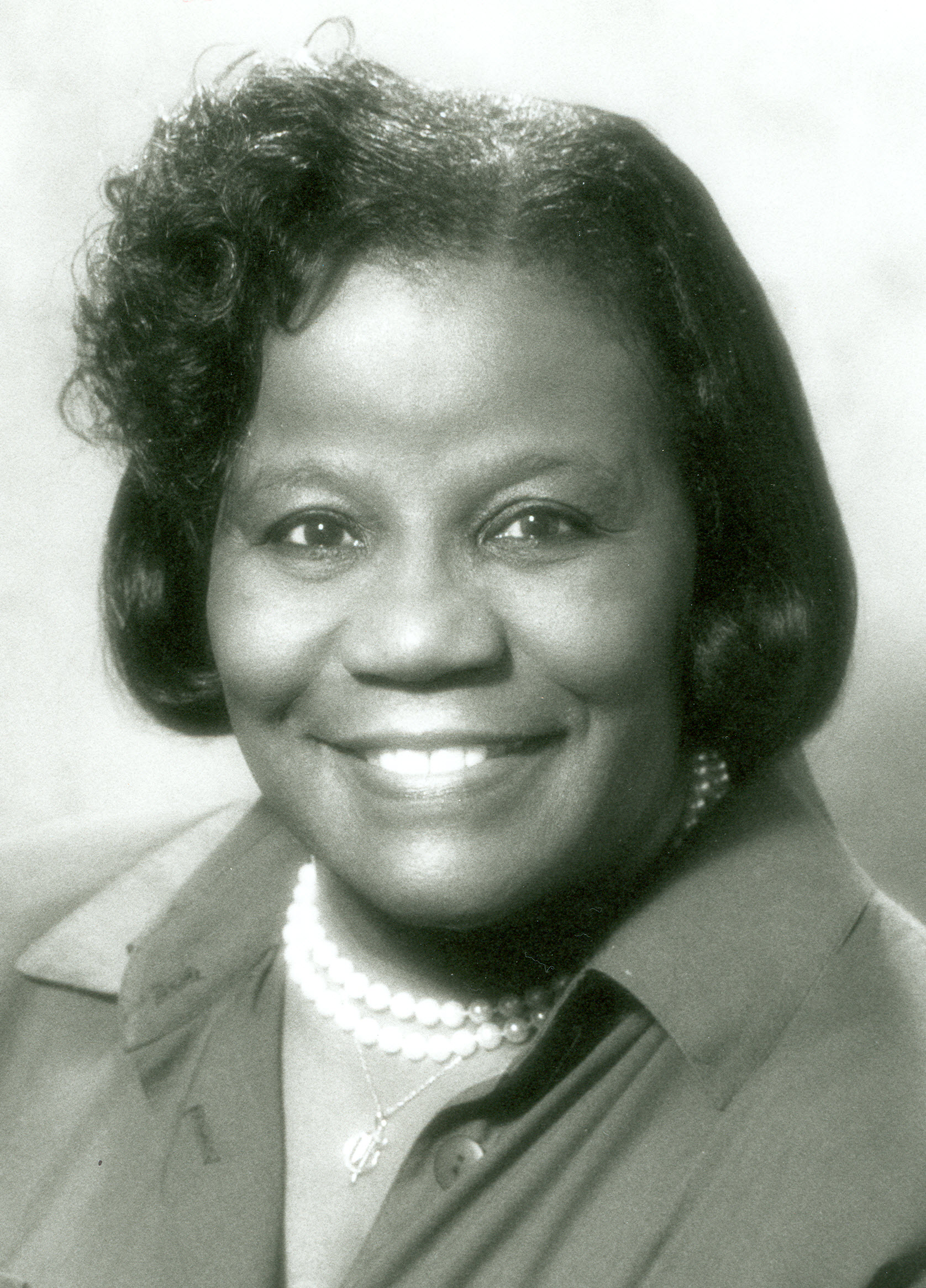
Carrie P. Meek (1993)

Carrie P. Meek (* 29. April 1926 in Tallahassee, Florida; † 28. November 2021 in Miami, Florida) war eine US-amerikanische Politikerin. Zwischen 1993 und 2003 vertrat sie den Bundesstaat Florida im US-Repräsentantenhaus.

## Werdegang
Carrie Pittman, so ihr Geburtsname, wuchs in Florida zur Zeit der Rassentrennung auf. Sie absolvierte die Lincoln High School und studierte danach bis 1946 an der Florida A&M University. Da es Afroamerikanern damals verwehrt war, bestimmte Studiengänge in Florida zu belegen, setzte sie bis 1948 ihr Studium an der University of Michigan fort. Danach arbeitete sie als Lehrerin an der Bethune-Cookman University in Daytona Beach. Im Jahr 1961 zog sie nach Miami. Dort arbeitete sie in der Verwaltung des Miami-Dade County Community College. Sie war maßgeblich an der im Jahr 1963 vollzogenen Rassenintegration an dieser Schule beteiligt.
Politisch wurde Meek Mitglied der Demokratischen Partei. Von 1972 bis 1975 war sie Mitglied eines Gesundheitsausschusses (Health System–Health Planning Council). Zwischen 1979 und 1983 saß sie als Abgeordnete im Repräsentantenhaus von Florida; von 1983 bis 1993 gehörte sie dem Staatssenat an. Bei den Kongresswahlen des Jahres 1992 wurde Carrie Meek im 17. Wahlbezirk von Florida in das US-Repräsentantenhaus in Washington, D.C. gewählt, wo sie am 3. Januar 1993 die Nachfolge von William Lehman antrat. Nach vier Wiederwahlen konnte sie bis zum 3. Januar 2003 fünf Legislaturperioden im Kongress absolvieren. Dort setzte sie sich für Hilfsprogramme zur Behebung der Schäden durch den Hurrikan Andrew ein. Außerdem trat sie für eine Verbesserung des Gesundheits- und Bildungswesens sowie der Infrastruktur ein.
2002 verzichtete sie auf eine erneute Kandidatur. Ihr 1966 geborener Sohn Kendrick wurde in diesem Jahr als ihr Nachfolger in den Kongress gewählt.